# Корњача (војна формација)
Корњача (лат. testudo) била је одбрамбена формација у римској легији. Чинили су је густо збијени легионари који су држали своје штитове испред, али и изнад себе на начин да себи и својим друговима дају максималну заштиту од непријатељских стрела и других пројектила. Тестудо је обично пружао заштиту само с предње стране, али су у неким случајевима легионари знали постављати штитове на бокове и позадину тако да својој формацији пруже потпуну заштиту.
Тестудо се није увијек користио, јер је, упркос пружању заштите, имао озбиљне недостатке у облику смањене мобилности и маневарске способности римских трупа, као и у томе да се у њему било прилично тешко борити прса о прса. Због тога је углавном примјењиван приликом опсада, када је римским легионарима и инжењерцима омогућавао да се приближе непријатељским утврђењима без страха од пројектила.